# 慶長三陸地震
慶長三陸地震（けいちょうさんりくじしん）・慶長奥州地震は、1611年12月2日（慶長16年10月28日）、現在の青森県、岩手県、宮城県を襲った地震。慶長奥州地震とも呼ばれる。震源や地震の規模については諸説ある（詳細は後述）。

## 概要
発生時刻は、『政宗君記録引証記』には1611年12月2日（慶長16年10月28日）、巳刻過ぎ（10-11時頃）、『慶長日件録』には午刻（12時頃）、『言諸卿記』には辰刻（8時頃）大地震とあり、史料によるバラつきが大きい。また『武藤六右衛門所蔵古文書』には「大地震三度仕」とあり、3度大きく揺れたことになり、午前中に複数回の大地震が発生したと解釈できる。
津波襲来時刻は、『宮古由来記』では昼八ツ時（午後2時頃）に大津波（現地時間）と記録され、『小本家記録』は昼七ツ（15時頃）とある。当時、日本を探検中のビスカイノらも、奥州沿岸の測量中に地震と津波に遭遇し、その記録を残している。この『ビスカイノ報告』では津波遭遇が17時頃と日本側の記録との間に乖離があるとされてきたが、『小本家記録』の同七ツ下刻（16時頃）に津波が引いたとする記録と、夕暮れ時が早い12月上旬頃で、且つ母国スペインより早い越喜来村（現・大船渡市）の日没時刻から、ビスカイノが津波を17時頃と認識した点を考慮すればそう的外れとも言えない。
津波の波源域は1933年（昭和8年）の昭和三陸地震とほぼ重なると考えられてきた（例えば羽鳥 (1975)など）が、21世紀以降津波堆積物の研究が進んだことや、2011年東北地方太平洋沖地震以降の歴史地震の見直しにより、それとは違った諸説が出ている。
この地震において、現在の三陸海岸一帯は強震に見舞われたが、太平洋側沿岸における震度は4 - 5程度と推定され、地震による被害はほとんどなく、津波による被害が大きかったことから津波地震と推定されている。この地震による津波被害は「慶長三陸地震津波」あるいは「慶長三陸津波」とも呼ばれている。この地震の7年前には日本の太平洋沿岸で大津波が発生していた（慶長地震）。
なお、地震が発生した慶長期は「三陸」という地域名称は存在しなかった。また、被災地域は阿武隈川以北の三陸海岸の他にも相馬藩（現福島県）も含まれている。このため、蝦名・高橋 (2014)はこの地震イベント名に「三陸」を用いるのは不適とし、慶長「奥州」地震とするべきとした。

## 震源
現在の三陸沖北部（日本海溝付近）で発生したと推定されている。また、津波到達が地震動の最大時から約2〜4時間経過していたこと（現在の宮城県内における古文書の記録など）から、震源の位置について疑問の声もある。
北海道大学の平川一臣は、17世紀初頭の津波堆積物が色丹島や道東、道南（北海道森町）、三陸北部、三陸南部と約1500kmの範囲に及ぶことから、慶長三陸地震は、従来の震源推定地であった三陸沖北部よりも北の、北海道東沖から北方領土沖の千島海溝付近で最初に発生した地殻変動が周辺の震源域と連動して発展した巨大地震である可能性が高いと推定している。さらに平川が雑誌「科学」（2012年1月26日発行）で発表した説によると、17世紀初頭のものと推定される北海道東部で発見された津波痕は15〜20mの津波が到達したものと考えられる上、同時期に大きな津波が2回発生した記録はないことなどから、慶長三陸地震は千島海溝沿いにおけるM9規模の地震の可能性が高いと推定している。
産業技術総合研究所は、2012年5月に慶長三陸地震の震源を北海道十勝・根室沖でM8.9以上とした。また、『武藤六右衛門所蔵古文書』による、「大地震が3度起った」、『宮古由来記』にある、常安寺の僧侶が「海の沖しきりに鳴る事4、5度」の記録の考察から、朝9時頃に三陸沖でプレート境界型地震が起り、引続き14時頃にアウターライズ型正断層地震が起り、これが大津波を引き起こしたとする説もある。最初のプレート境界型地震で発生した小津波が『駿府記』による「潮色が異常」との記録に相当し、海鳴りはアウターライズ型正断層地震とされる昭和三陸地震でも記録されている。
原田ら (2019)は、1611年慶長三陸地震と2011年東北沖地震の比較を考察した。彼らによると、2011年東北沖地震では東京で震度5弱～5強の強い揺れがあったのに対し、1611年の地震では被害記録がない『言諸卿記』や『慶長日件録』から江戸の揺れは震度3程度であったと推定されること。また、仙台平野における津波堆積物の分布面積が、2011年東北沖地震と比べると1611年の地震は小さいことから、1611年の地震は明治三陸地震か昭和三陸地震と同タイプであった可能性が高いとしている。これに加えて、1611年の地震と1616年に発生した地震の被害が混同されている可能性も否定できないとして検討の必要性を示した。
Usami et al. (2018)は、三陸沖で海底堆積物コアを採取し、約4000年前以降のタービダイト発生履歴を調査した。その結果、2011年東北地方太平洋沖地震、1896年明治三陸地震、1454年享徳地震、869年貞観地震に対応すると思われるイベントは検出できたものの、1611年慶長三陸地震に対応するものは検出できなかった。この結果に対して宍倉 (2019)は、1611年慶長津波の波源が、日本海溝沿いではなく千島海溝沿いである可能性を示唆すると解釈している。

## 被害
津波は、田老や大船渡で最高20m前後の高さであったと推定されている。
スペインの冒険家セバスチャン・ビスカイノは東北沿岸を航行中に気仙郡越喜来村、現在の大船渡市三陸町越喜来地区周辺で大津波に遭遇、同じ気仙郡今泉村、現在の陸前高田市気仙町今泉では村の家はほとんど流されて約50人が死亡したという記録が残っている。
『利胤君御年譜』によると「相馬領では700人が津波に流されて死亡した」という。また仙台藩や盛岡藩での被害も記載されている。
津波は現在の三陸沿岸および北海道の太平洋沿岸に来襲し、仙台藩領内で死者1783人（『朝野旧聞裒藁』）（伊達領内で死者5000人という『駿府記』の記録もある。）、南部藩・津軽藩の海岸でも「人馬死んだもの3000余」という記録が残されている（『駿府記』）。北海道でもアイヌを含め多数の死者が出たという（『福山秘府』『北海道史』）。
『駿府記』には伊達政宗に献上する初鱈を獲るため侍2人を遣わし、漁人らは潮色が異常であるとして難色を示したものの、「主命を請けて行かざるは君を誣するなり、止むべきにあらず」とて出漁した漁人らは津波に逢い漁人の生所なる山上の千貫松の傍に流れ着いたが、家は一軒残らず流失したとある。この『駿府記』にある「松平陸奥守政宗献初鱈、就之政宗領所海涯人屋、波涛大漲来、悉流失、溺死者五千人、世曰津波云々」が、文献に現れる最古の「津波」という語句の記述とされる。
慶長三陸津波の後、仙台平野において塩害で約10年が経過しても米が収穫できず、名取郡の農民が仙台藩の奉行に年貢の申上状を提出したとされる。
この時の津波に由来する伝承が、地名などに残されているところがいくつかある。宮城県の仙台市若林区に、海岸から約5.5キロ離れた場所に1702年に建立された「浪分神社」がある。この名称は、この周辺で津波が二手に分かれて引いていったことを示すと伝えられている。同じく宮城県の七ヶ浜町の菖蒲田浜（しょうぶたはま）には、招又（まねきまた）という名称の高台がある。この地名は、避難した人たちが「こっちさ来い」と手招きしたことから付いたと伝えられている。

## 規模

### 震度分布による規模
河角廣 (1951) により推定震度分布に基づくマグニチュードは MK = 6.5 として M8.1 が与えられていたが、宇佐美龍夫(1970)は、昭和三陸地震と比較して河角の値はやや大きく与えられている可能性があるが断言できないとしている。津波の波源域が昭和三陸地震と重なり類似しているとして複数の文献でM8.1が採用されている。纐纈一起(2011) は東北地方の太平洋側のプレート境界で推定される歪蓄積量からM9クラス地震が約440年に1度発生すると試算し、貞観地震や慶長三陸地震もその候補に挙がるとしている。
平川が主張するように北海道沖から北方領土沖が連動して発生したものであれば（前述）、地震の規模は従来言われるM8.1を大きく上回るものと推定される（推定震度分布における震源の配置が遠方になるため）。また、同じく前述した平川が「科学」で発表した説では、千島海溝沿いにおけるM9規模の超巨大地震と推定している。
東北大学災害科学国際研究所の蝦名裕一準教授等は、18地点の津波の規模から考えM8.4-8.7と推定し、「慶長奥羽地震津波」と改称すべきだとする。

### 津波の規模
今村明恒は、被害が北海道にも及ぶこと、三陸海岸に伝わる口碑などから、慶長三陸地震は貞観地震と並び、その津波の規模において最も激烈なるもので明治三陸地震を凌ぐものであるとしている。津波遡上高の比較では田老村海浜（現：宮古市）において、慶長三陸津波20m、明治三陸津波14.5m、昭和三陸津波6mと推定している。また船越村小谷鳥（現：山田町）では波が同村大浦へ至る峠を越したことから25mに達したと推定され、ここでは明治三陸津波17.2m、昭和三陸津波12mであった。さらに織笠村（現：山田町）においては慶長三陸津波は海岸から2100mの距離まで浸水させ、対して明治三陸津波1100m、昭和三陸津波700mであった。
北海道西部の沙流川中流域の場所で「津波が押し寄せた」と証言した人の記録がアイヌ民族の伝説に残っている。都司嘉宣の分析によると、津波の遡上高は63mに達し、2か所で50mを超えたとみられる。これらは日本国内観測史上最大の東北地方太平洋沖地震での43.3mを超える。発生した年代は17世紀以降と推定され、慶長三陸地震による津波の可能性が高い。
津波が昭和三陸地震より南部で高い事実から昭和三陸地震の断層モデルを南側に60km延長して長さ245kmとした断層モデルの推定により、地震モーメントM0 = 6.9 × 1021N・m (Mw 8.5)が推定されているが、これは正断層型地震と仮定したモデルであった。しかし、地球上の沈み込み帯で発生する正断層型地震の総モーメントの推定から、プレート内の正断層型の地震は、三陸沖北部から房総沖にかけて全体では750年に1回程度の発生と計算されることもあり、海溝寄りの逆断層のプレート間地震と考えるのが妥当であるとされている。
当時の海岸より1里余（約4km）内陸にある宮城県岩沼市の阿武隈川沿いにある千貫山の麓まで船が流された記録からかなり内陸まで遡上したと推定され、江戸時代に発生し三陸沿岸を襲った1677年延宝八戸沖地震、延宝房総沖地震（延宝5年）、1763年宝暦八戸沖地震（宝暦12年）、1793年寛政地震（寛政5年）、1856年安政八戸沖地震（安政3年）の津波を規模で遥かに凌ぎ、さらに津波堆積物の分布から仙台平野は少なくとも昭和三陸地震より広い範囲が浸水していたことが示された。
高大瀬（たかおおせ）遺跡は海岸から1.2km内陸部に入った宮城県岩沼市下野郷にあり、そこで2013年にトレンチ調査が行われ、慶長地震の際にできたと見られる津波堆積物の層が発見された。
東北地方太平洋沖地震津波においても、奥州街道や浜街道の宿場町はほとんど浸水しなかったことから、これは先人たちが江戸時代の初期に慶長津波を経験し、その教訓に基づいて街道整備を行った結果であるとも推定されている。宮城県気仙沼市の大谷海岸において、過去6000年間の地層から貞観地震の津波堆積物を含む6枚の津波堆積層が発見され、その最上層は慶長三陸津波によるものと推定されている。さらに北海道十勝地方沿岸において17世紀前半と見られる津波堆積物が見出されており、三陸沿岸における甚大な津波被害はこの慶長三陸津波しか知られておらず、この津波による可能性があるとされる。その後、平川は各地で津波堆積物の調査をし、色丹島、根室地方、釧路地方、道南（北海道森町〈内浦湾〉）、青森県東通村においても17世紀初頭と見られる津波堆積物を確認している。
地震調査研究推進本部による2009年時点の地震発生の可能性を評価する「三陸沖から房総沖にかけての地震活動の長期評価」において、記録史上最大と考えられる貞観地震は資料が不足しているとして評価の対象から除外され、津波の規模でこれに迫る慶長三陸地震は、400年に3回程度発生する「三陸沖北部から房総沖の海溝寄りのプレート間大地震（津波地震）」としての扱いであった。この慶長三陸津波を再調査し検証し直す動きもある。

## 発生時期が近い自然災害
- 1586年1月18日（天正13年11月29日）天正地震（東海東山道地震、飛騨・美濃・近江地震）- M 7.8〜8.1またはそれ以上。
- 1605年2月3日（慶長9年12月16日）- 慶長地震。南海トラフ巨大地震、或は伊豆小笠原海溝震源とされ津波による被害も甚大、死者1〜2万人。
- 1608年（慶長13年12月30日）仙台で地震。津波で50人死亡。
- 1611年9月27日（慶長16年8月21日）- 会津地震発生。若松城の石垣が崩れた。
- 1611年（慶長16年11月13日）- 三陸地方に大地震の後津波3回。伊達領内溺死者5000名[46]。
- 1616年9月9日（元和2年7月28日）- 仙台城の石垣、櫓が破損する大地震があり、津波を伴ったとされる[47]。

なお、慶長16年10月に有珠山が噴火したと『東蝦夷日誌』や『北海道志』にはあるが、他の史料ではこの噴火について確認できないことから疑わしいとされる。